# کوین فریمن (ورزشکار)
کوین فریمن (انگلیسی: Kevin Freeman؛ زادهٔ october ۲۱, ۱۹۴۱ (۸۳ سال)) ورزشکار اهل ایالات متحده آمریکا است.
وی در مسابقات کشوری و بین‌المللی در مجموع برندهٔ ۱ مدال طلا، ۴ مدال نقره شده‌است.